# Metro Monorail
El Metro Monorail (conocido anteriormente como Sydney Monorail y originalmente como TNT Harbourlink) fue un monorriel sobre viga de bucle continuo que operó en Sídney, Australia. Desde que fue inaugurado el 21 de julio de 1988, conectó el Puerto de Darling, el Barrio Chino y los distritos comerciales del centro de la ciudad. Contaba con ocho estaciones en 3,6 kilómetros de vía y cuatro trenes que funcionaban simultáneamente. A su paso estaban importantes atracciones y servicios, como el Museo Powerhouse, el Acuario de Sídney y el Centro de Convenciones y Exhibiciones de Sídney. El sistema era operado para la compañía Metro Transport Sydney por Veolia, la cual también está a cargo del Metro Light Rail de esa ciudad. Después de que el Gobierno de Nueva Gales del Sur adquiriera la Metro Transport Sydney en marzo de 2012, se anunció que el Metro Monorail dejaría de operar el 30 de junio de 2013, siendo desmantelado poco tiempo después.

## Historia
Lo que inicialmente se conoció como Darling Harbour Monorail fue concebido a mediados de los años 1980 como parte de un plan de desarrollo de cincuenta hectáreas en el puerto Darling, generando una conexión con el centro de Sídney. Los operadores de TNT Harbourlink —perteneciente en parte al grupo TNT N.V.— esperaban tener listo el monorriel para las celebraciones del Bicentenario de Australia el 26 de enero de 1988, pero la inauguración se retrasó hasta el 21 de julio de 1988. No obstante, los veintiséis meses que tomó diseñar y construir la estructura fue un periodo extraordinariamente corto. Las pruebas del servicio comenzaron en mayo de 1988.
El horario de funcionamiento original era desde las 6 hasta las 24 horas, pero después de dos años de operación la cantidad de pasajeros fue menos de la mitad de lo esperado. Por esta razón, la construcción de dos estaciones que estaban planificadas —Market Street y Harbour Street— se suspendió por un tiempo.